# Leopold III. (Österreich)

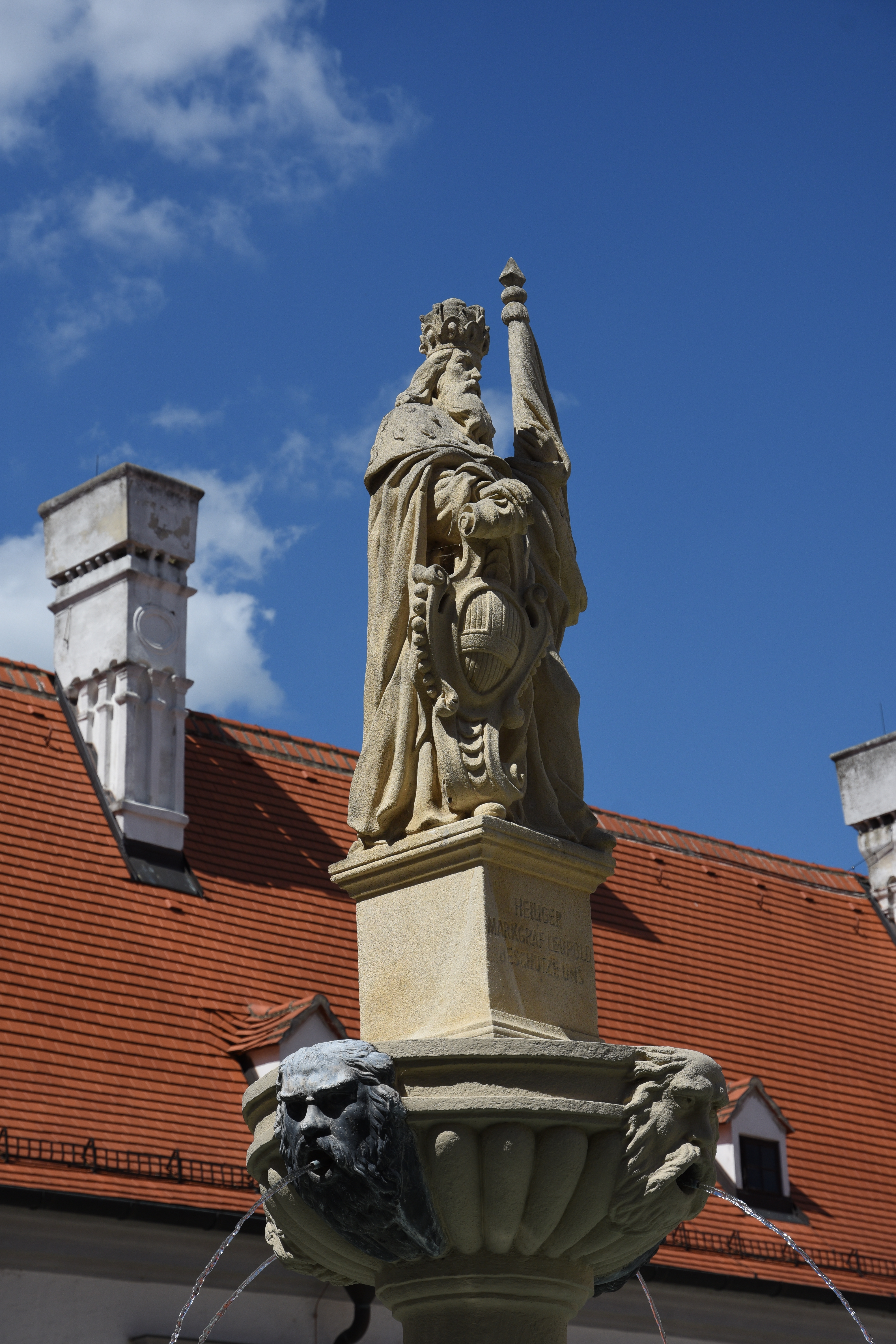
Leopold III. als Brunnenfigur in Klosterneuburg

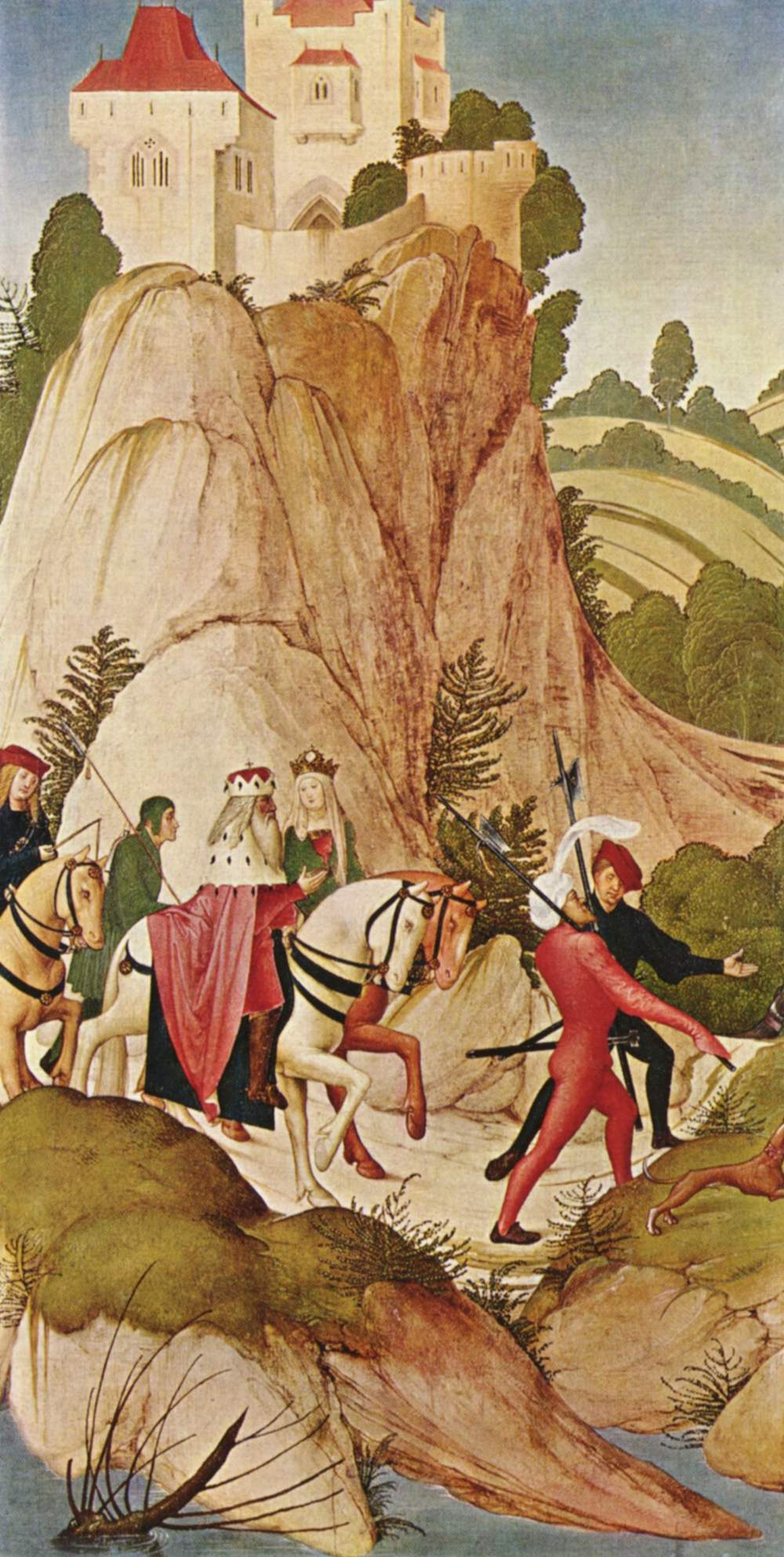
Leopold-Altar, Flügelbild: Ausritt des heiligen Leopold (Rueland Frueauf d. J., 1505)

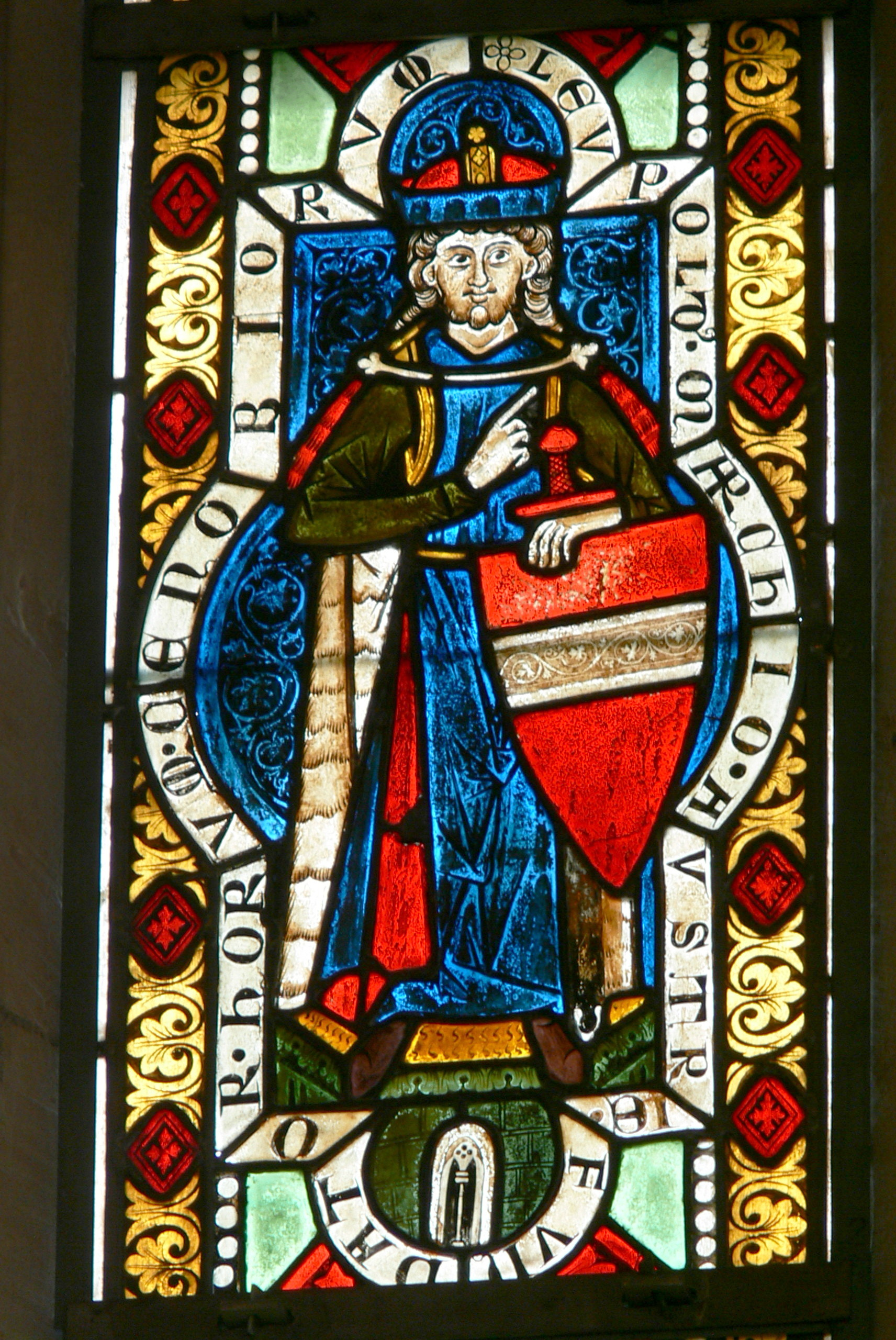
Fenster im Stift Heiligenkreuz, ca. 1290

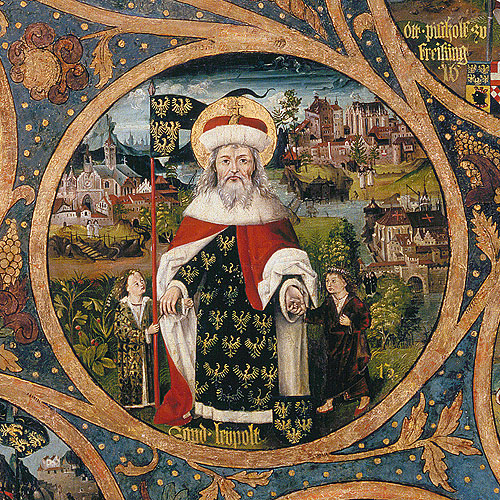
Leopold III., der Heilige, vor Klosterneuburg. (Babenberger-Stammbaum, um 1490, Stift Klosterneuburg)

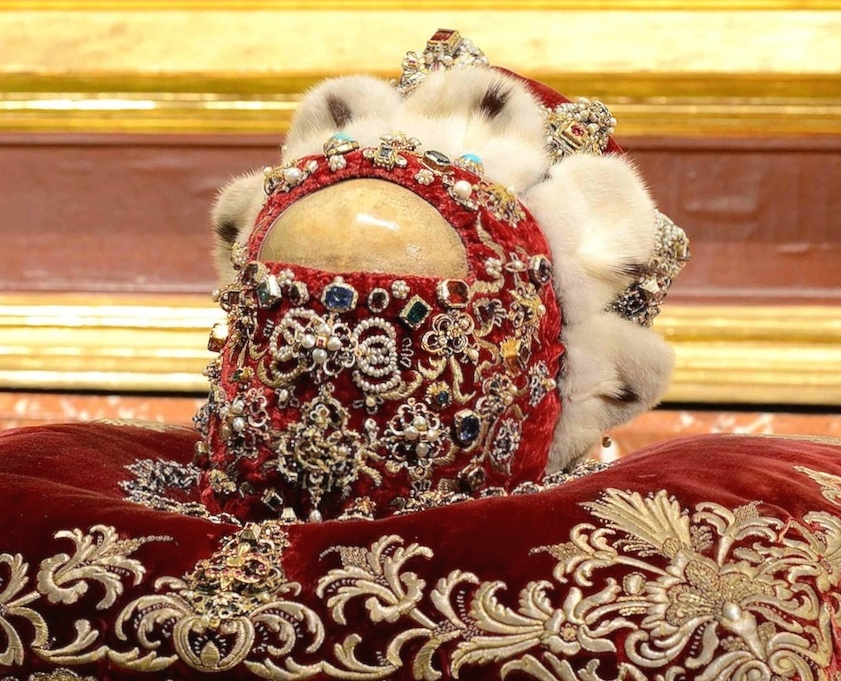
Schädelreliquie des heiligen Leopold, Stift Klosterneuburg

Leopold III., genannt der Heilige, der Milde oder der Fromme (* 1073 in Gars am Kamp oder Melk; † 15. November 1136 bei Klosterneuburg), aus dem Haus der Babenberger war von 1095 bis 1136 Markgraf der bairischen Marcha orientalis (Ostarrichi). Seit 1485 ein Heiliger der römisch-katholischen Kirche, wurde er zum Landespatron von Österreich im Allgemeinen sowie von Wien, Niederösterreich und, gemeinsam mit dem heiligen Florian, von Oberösterreich im Besonderen.

## Leben
Leopold war der Sohn von Markgraf Leopold II. und dessen Gemahlin Ida. 
Er wurde 1095 nach seinem Vater Markgraf von Österreich. Im Investiturstreit verhielt sich Leopold zunächst neutral (einerseits Rückstellung verschiedener Güter an die Kirche, andererseits Loyalität zu Heinrich IV.); erst im Oktober 1105 trat er zum rebellierenden Kaisersohn (nachmals Kaiser Heinrich V.) über und erhielt dafür 1106 dessen Schwester Agnes zur Frau.
Durch die Hochzeit mit Agnes wurde er mit den Dynastien der Salier und Staufer verwandt; er erhielt das Königsgut und Reichsrechte in der Mark Österreich, gebrauchte den Rang „principatus terrae“ (übergräfliche Stellung) und sprach vom „ius terrae“. Leopolds Regierungszeit verlief vorwiegend friedlich. Große Besitzungen fielen als Erbschaft oder Heiratsgut an den Markgrafen, so der Raum Wien. Unter ihm erhielten einige Donauorte Stadtrang (Stein, Krems mit Münzstätte, Tulln, Neuburg, Wien, Hainburg); Klosterneuburg (1114), Heiligenkreuz (1133) und Kleinmariazell wurden von ihm gestiftet.
Leopold nannte sich Princeps Terrae, was bereits auf das Bewusstsein einer selbständigen Landesherrschaft hindeutet. Er war auch 1125 als Kandidat für die Königswahl im Gespräch, soll aber mit Hinweisen auf sein fortgeschrittenes Alter (50 Jahre) und die Zahl seiner Söhne – dies hätte zu Problemen bei der Nachfolge führen können – verzichtet haben. Mögliche Gründe sind auch die mangelnde Hausmacht und vielleicht die Rücksicht auf den Gegenkandidaten Friedrich von Schwaben, seinen Stiefsohn. Leopold starb am 15. November 1136 an den Folgen eines Jagdunfalls. Begraben ist er im Stift Klosterneuburg, das ihm seine Existenz verdankt.

### Ehen
Leopolds Familienpolitik trug wesentlich zur Erweiterung des Besitzstandes und zur sozialen Aufwertung seines Hauses bei.
Er vermählte sich in erster Ehe vor 1103/1104 mit Adelheid von Perg/Machland, einer Angehörigen des hochfreien Geschlechtes der Herren von Perg und Machland im oberösterreichischen Machland, wodurch er seinen Einfluss im heutigen Nieder- und Oberösterreich nördlich der Donau durch Besitzerwerb und Vogteirechte wesentlich verstärken konnte. Adelheid war die Tochter von Walchun I. von Perg/Machland, (* c. 1050, † 1114) und der Adelheid († 1090; Witwe Graf Heinrichs II. von Formbach und möglicherweise Gräfin von Sulzbach).
Leopold heiratete 1106 in zweiter Ehe Agnes von Waiblingen (* Ende 1072, † 24. September 1143), eine Tochter des römischen Kaisers Heinrich IV. (1084–1105) und dessen Gemahlin Bertha von Turin (Haus Savoyen). Agnes war die Witwe von Friedrich I. von Hohenstaufen, Herzog von Schwaben († 6. April 1105). Durch diese Versippung mit den Saliern gelang es Leopold, in die erste Reihe der Reichsaristokratie aufzusteigen, da er nunmehr nicht nur Schwager des Kaisers Heinrich V., sondern auch Stiefvater des Herzogs von Schwaben Friedrich II. und des Herzogs von Ostfranken und späteren deutschen Königs Konrad III. von Hohenstaufen war. Zudem wurden ihm wichtige Königsrechte in seiner Markgrafschaft übertragen. Diesen sozialen Aufstieg verdankt er einem – umstrittenen – taktischen Manöver, indem er vor der Entscheidungsschlacht zwischen Kaiser Heinrich IV. und seinem Sohn, dem späteren König Heinrich V., zu letzterem überging. Die Schlacht am Regenfluss fand im Zusammenhang mit dem Investiturstreit statt; Leopold und Heinrich V. vertraten dabei die papsttreue Partei.

### Nachkommen
Aus 1. Ehe:
- Adalbert „der Andächtige“ von Österreich, (* c. 1098, † 1138)

Er war Vogt des Stiftes Klosterneuburg und aller Klöster, die der Vogtei seines Vaters unterstanden. Obwohl er als ältester Sohn und durch seine Ausbildung als Stellvertreter seines Vaters der logische Nachfolger war, wurde er nach dem Tod von Markgraf Leopold III. „dem Heiligen“ bei der Nachfolge zugunsten eines Sohnes der Kaisertochter Agnes von Waiblingen übergangen. Er erbte allerdings von seiner Mutter zahlreiche Besitzungen bei Mödling und Klosterneuburg sowie im Wienerwald. Adalbert wurde in Klosterneuburg begraben. Ein Glasfenster mit der Inschrift: „Hier ist begraben der erstgeborene Sohn des heiligen Leopold namens Adalbert, Herzog von Österreich, erster Vogt des Klosters“ erinnert an ihn.
⚭ 1.) Adelheid (?Prinzessin von Polen, T. v. König Bolesław II. von Polen), † jung
⚭ 2.) Hedwig / Sophie Prinzessin von Ungarn aus dem Haus der Árpáden, T. v. Álmos Prinz von Ungarn König von Kroatien († 1093/1095) und der Predsslava Prinzessin von Kiew
Aus der 2. Ehe stammten 17 Kinder, u. a.:
- Heinrich II. Jasomirgott, Pfalzgraf bei Rhein (1140–1141), Markgraf von Österreich (1141–1156), Herzog von Bayern (1143–1156), 1. Herzog von Österreich (1156–1177), (* c. 1107, † 13. Jänner 1177)

⚭ 1.) 1142 die kaiserliche Prinzessin Gertrud, einzige Tochter Kaiser Lothars III. (von Supplinburg)
⚭ 2.) 1149 Theodora Komnena, Prinzessin von Byzanz, († 1184), einer Nichte des Kaisers Manuel I. von Byzanz
- Leopold IV. Markgraf von Österreich (1136–1141), Herzog von Bayern (1139–1141), (* 1108, † 18. Oktober 1141)

⚭ 1139 Maria von Böhmen, († c. 1160) T. v. Soběslav I. Herzog von Böhmen und der Adleyta Prinzessin von Ungarn a. d. H. der Árpáden
- Otto von Österreich, bekannt als Otto von Freising, Bischof von Freising (1138–1158); 1138 Abt der Primarabtei der Zisterzienser in Morimond (in der Champagne), der berühmte Historiker, (* 15.12. c. 1109, † 22. September 1158)
- Jutta von Österreich

⚭ Liutold Graf von Plain, († 1164)
- Agnes von Österreich, (* 1111, † 25. Jänner 1157)

⚭ 1125 Wladislaw II. Prinz von Polen, Herzog von Schlesien (1138–1146), († 1159)
- Judith von Österreich, (* c. 1115, † nach 1178)

⚭ 1133 Wilhelm V. der Ältere Markgraf von Montferrat (Monferrato), † 1191 aus dem Haus der Aleramiden
- Konrad von Österreich, Bischof von Passau (1148–1164), Erzbischof Konrad von Salzburg (1164–1168), (* 1120, † 28. September 1168)
- Gertrud von Österreich, (* c. 1120, † 8. April 1150)

⚭ 1140 Vladislav II. 1140 Herzog von Böhmen, König von Böhmen (1158–1172) † 1174 (aus dem Geschlecht der Přemysliden)
- Elisabeth von Österreich, (* c. 1123, † 20. Mai 1143)

⚭ 1142 Hermann II. von Winzenburg († 29. Jänner 1152), Graf von Plesse
- Bertha von Österreich, (* c. 1124, † 1160)

⚭ Heinrich III. Burggraf von Regensburg, Vogt von St. Emmeram und Prüfening, Graf im Donauknie und an der unteren Altmühl († 1174)

## Wirken und Erinnerung

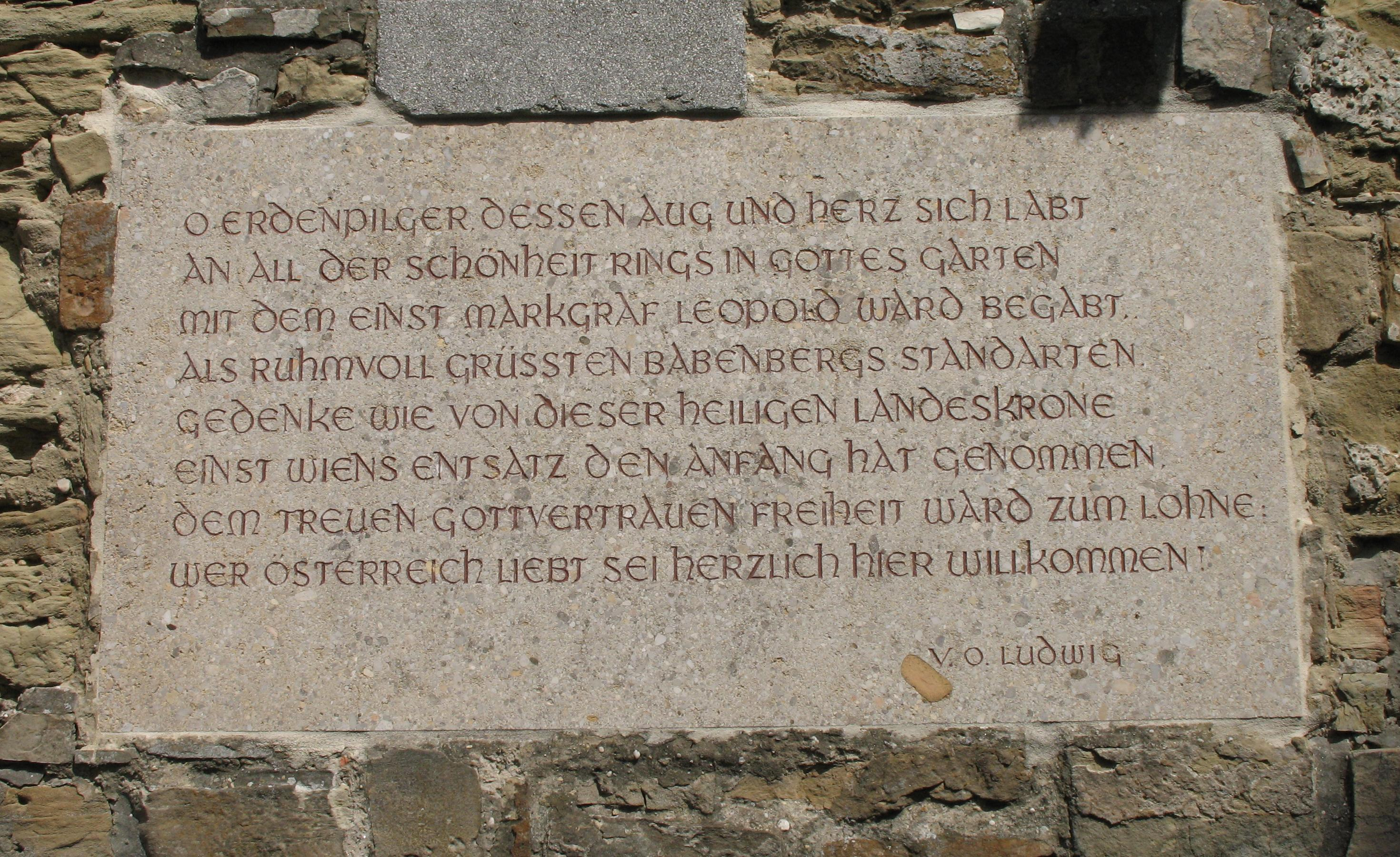
Gedenktafel auf dem Leopoldsberg

Erinnert wird seiner vor allem für die Erschließung des Landes, die mit seiner Tätigkeit als Klostergründer einhergeht. Seine wichtigste Gründung ist Klosterneuburg, das 1108 gegründet wurde. Der Legende nach war es die Stelle, an der ihm eine Marienerscheinung den Schleier seiner Frau Agnes zeigte, den diese Jahre zuvor auf der Jagd verloren hatte. Klosterneuburg wurde in den folgenden Jahren zur Residenz ausgebaut. Andere Klöstergründungen waren Stift Heiligenkreuz und Klein-Mariazell. Diese Gründungen dienten der Evangelisierung, der Bildung, und der Erschließung des noch stark bewaldeten Gebiets.
Auch die Städte wurden unter ihm gefördert, neben Klosterneuburg und Wien etwa Krems, das eine Münzprägestätte bekam. Der in Krems geprägte Kremser Pfennig erlangte am Geldmarkt Bedeutung.
Aus seiner Zeit stammen auch die ersten deutschsprachigen literarischen Zeugnisse aus dem österreichischen Raum, namentlich von Heinrich von Melk und Ava.

### Darstellung in der Kunst
Leopold III. wird in der Kunst häufig mit mehreren der folgenden Attribute dargestellt: Herzogshut (anachronistisch, da erst Markgraf), Hermelinmantel, Wappenschild oder Banner mit dem Niederösterreichischen Wappen, Modell der Stiftskirche Klosterneuburg.

### Leopoldi-Tag

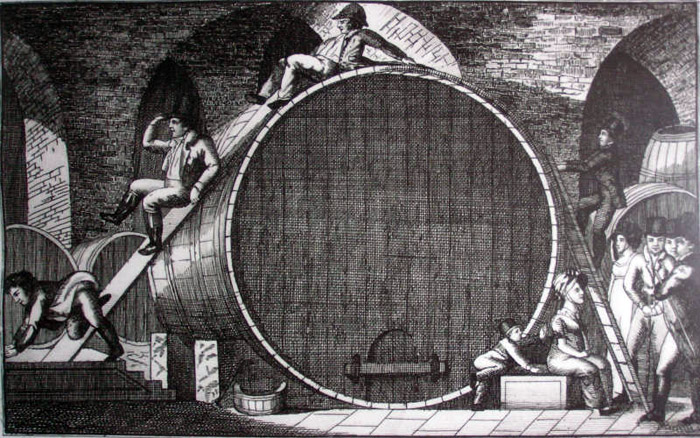
Fasslrutschen

Am 6. Jänner 1485 wurde Leopold von Papst Innozenz VIII. heiliggesprochen, was sehr im Interesse der Habsburger war. Bereits vor Innozenz VIII. hatten Innozenz VI. und Sixtus IV. ebenfalls Heiligsprechungen von Leopold eingeleitet, die aber eingestellt wurden. Leopolds Gedenktag ist der 15. November. Anlässlich der Heiligsprechung und der danach durchgeführten Translationsfeier gab es im Stift Klosterneuburg weltliche Festlichkeiten wie Turniere, Bankette und Tänze. Diese Lustbarkeiten werden noch heute, am Hochfest Leopoldi, jeden 15. November gefeiert. Im Volksmund ist die Feier als Leopoldimarkt bzw. Leopoldifest bekannt. Teil der Attraktionen ist das Fasslrutschen. Dabei wird über das Tausendeimerfass im Binderstadel des Stiftes hinuntergerutscht. Der damit verbundene Jahrmarkt wird von zahlreichen Menschen aus Wien und weiten Teilen Niederösterreichs besucht. In Wien und Niederösterreich ist an diesem Tag schulfrei.
1663 wurde unter der Regierung seines Namensvetters Kaiser Leopold I. der hl. Leopold an Stelle des hl. Koloman zum Landespatron Österreichs erhoben. In Österreich wurden Leopoldskirchen auf seinen Namen geweiht.

### Festtag des Königs
In Belgien ist der 15. November seit 1866 (mit Unterbrechungen) der Festtag des Königs, jedoch kein offizieller nationaler Feiertag. Er wurde von König Leopold II. ausgewählt, da er sein Namenstag war. Auf den Festtag des Königs wiederum bezog sich die Deutschsprachige Gemeinschaft in Belgien, die den Tag seit 1990 als ihren regionalen Feiertag begeht.

### Nach Leopold benannte Auszeichnungen
Seit dem 500. Jahrestag seiner Heiligsprechung im Jahr 1985 verleiht das Stift Klosterneuburg das Leopoldskreuz als Auszeichnung an Personen, die sich um das Stift große Verdienste erworben haben.
Seit dem Jahr 2008 zeichnet das Stift Klosterneuburg Künstler, die sich mit einem humanitären Thema beschäftigen, mit dem St.-Leopold-Friedenspreis aus.